# Anchamps
Anchamps település Franciaországban, Ardennes megyében. Lakosainak száma 215 fő (2022. január 1.). Anchamps Les Mazures, Revin és Laifour községekkel határos.

## Népesség
A település népességének változása:
| Lakosok száma | 182  | 199  | 192  | 222  | 230  | 222  | 217  | 214  | 212  | 215  |
|               | 1968 | 1982 | 1999 | 2006 | 2011 | 2015 | 2017 | 2018 | 2020 | 2022 |